# DAF CF

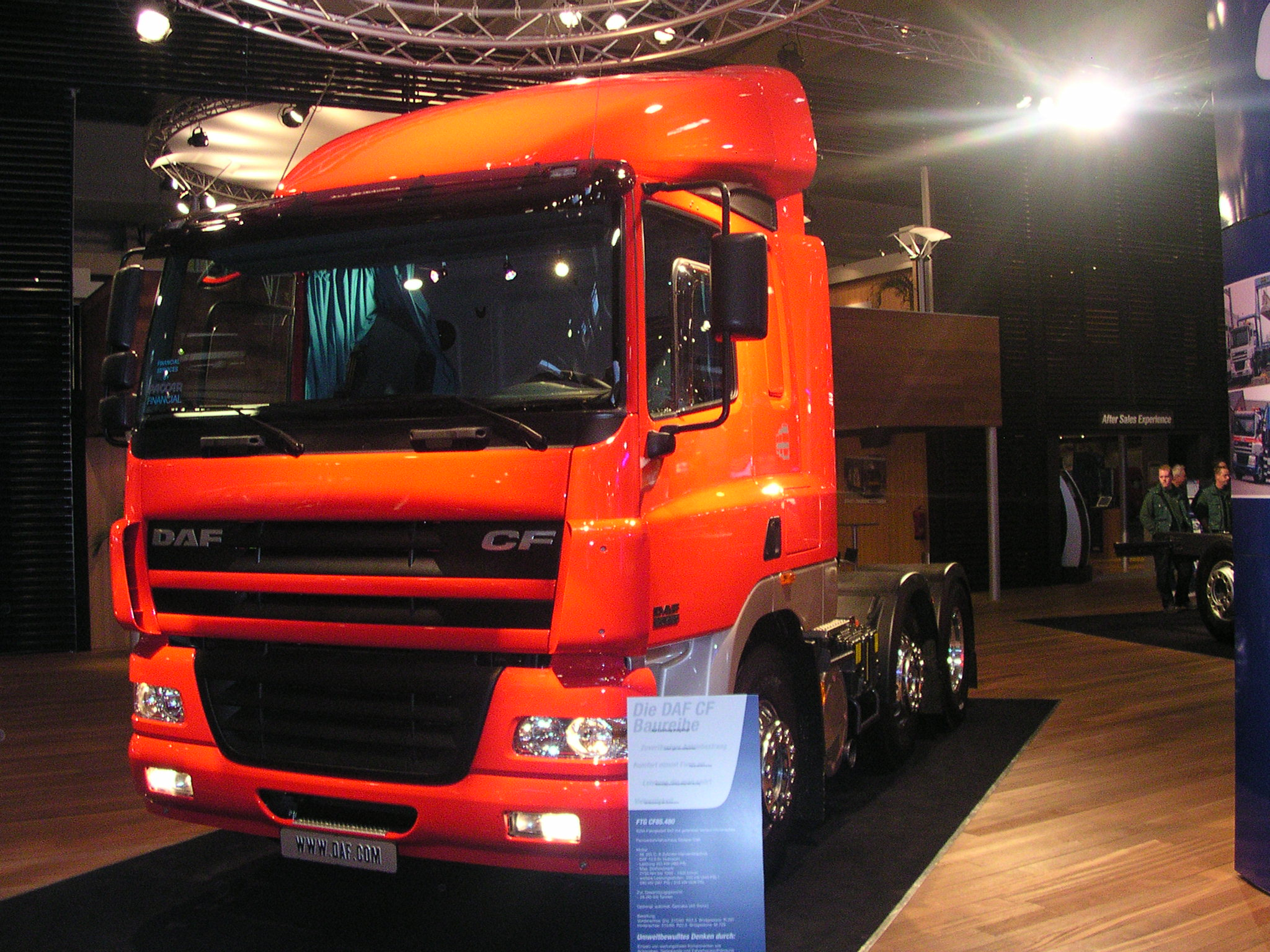
DAF CF

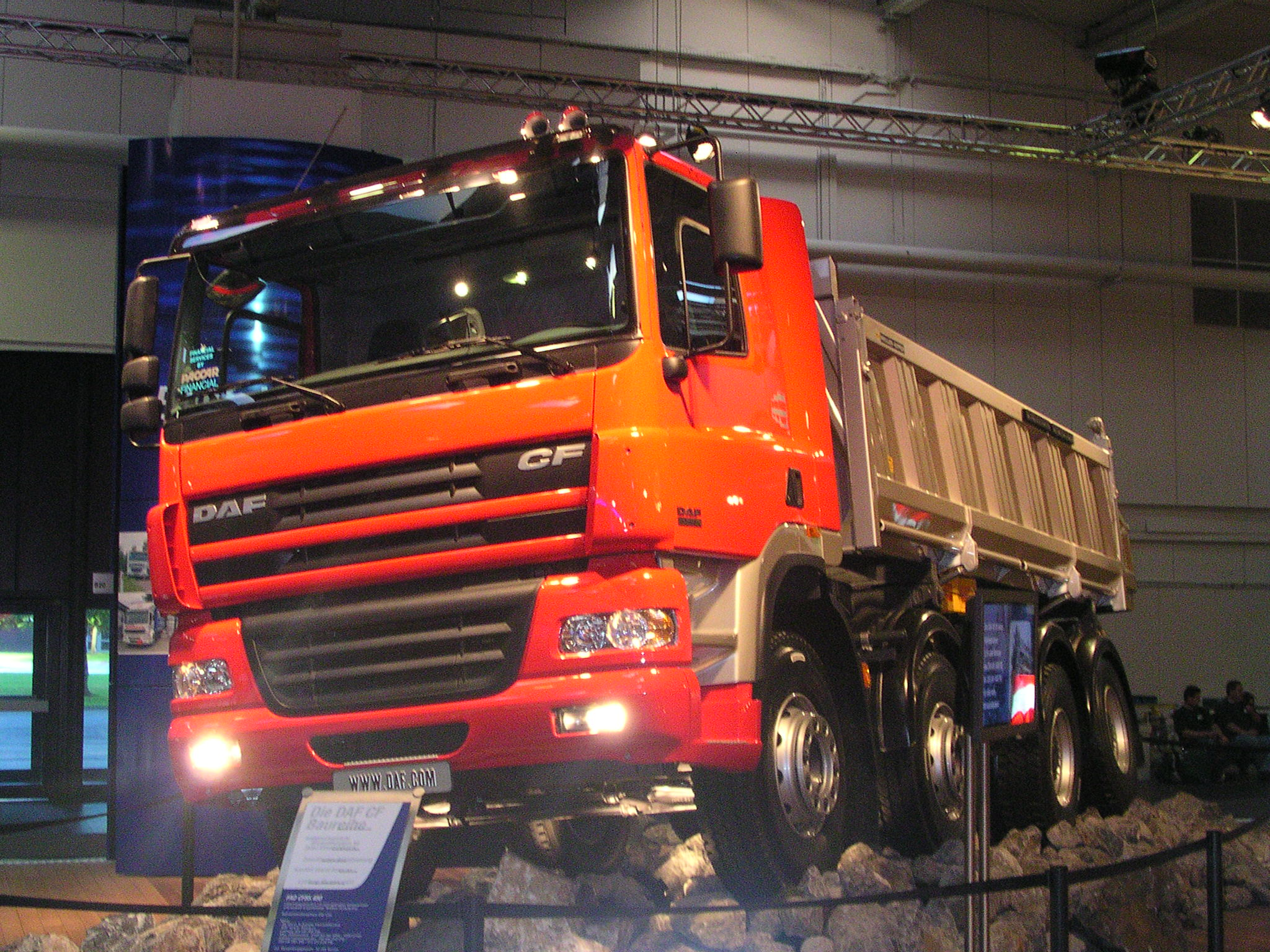
Vierassige kiepwagen DAF CF

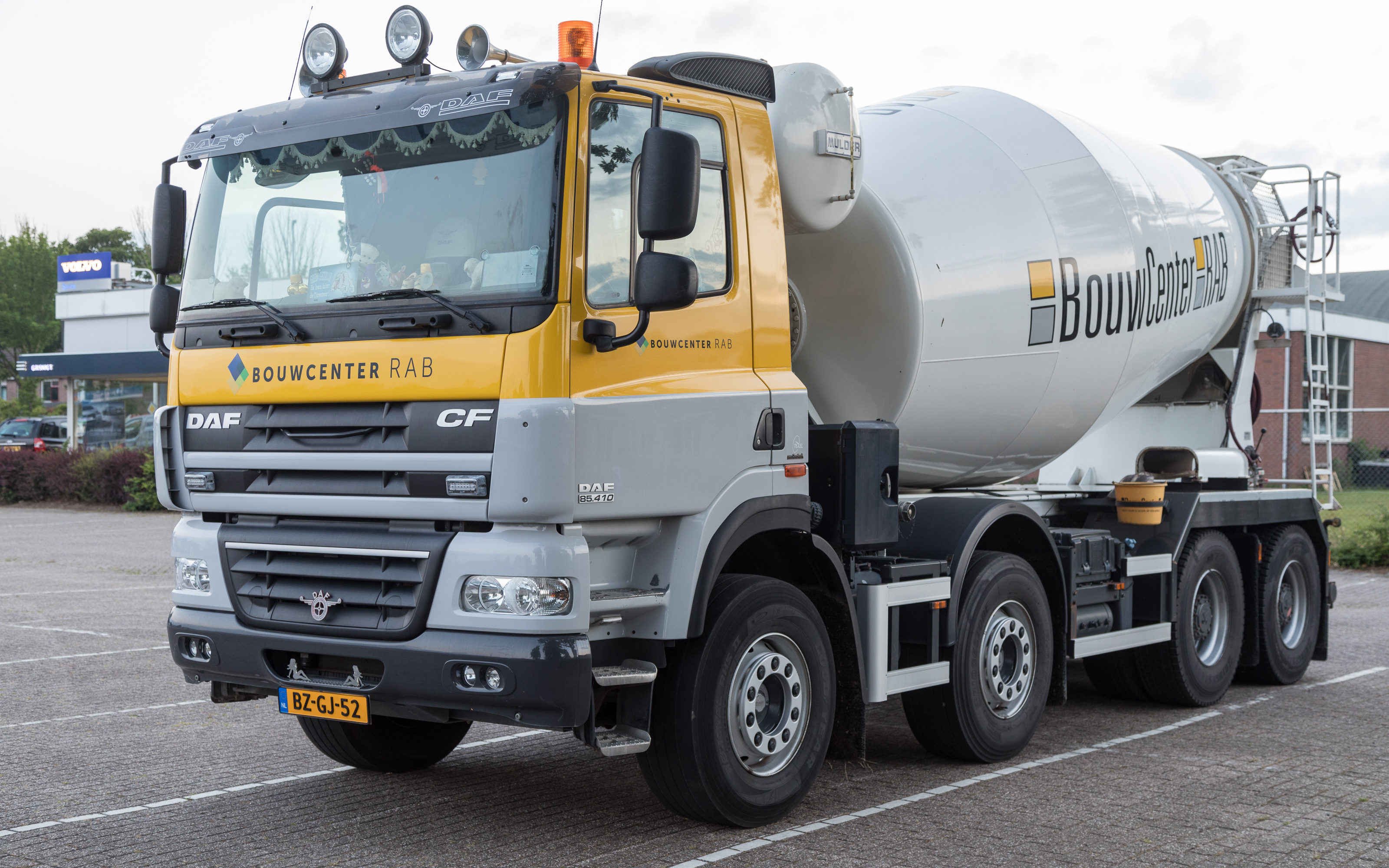
DAF CF 85.410

De DAF CF is een type vrachtauto van de Nederlandse vrachtwagenfabrikant DAF.

## Geschiedenis
Toen in 1997 de DAF 95 min of meer werd opgevolgd door de 95 XF, besloot men ook de andere types te hernoemen. De DAF's 65, 75 en 85 hadden al dezelfde cabine en het was dan ook niet meer dan logisch om dit onder te brengen in één type, dat men CF noemde.
Ook hier werd aanvankelijk de typebenaming in ere gehouden zoals bij de 95, dus 65 CF, 75 CF en 85 CF. In 2001 werd de DAF XF gepresenteerd, een evolutie op de DAF 95 XF. Niet veel later werd de DAF LF gepresenteerd. Ook de CF-serie werd gemoderniseerd en in hetzelfde jaar nog gepresenteerd.
In 2022 werd de serie vervangen door de DAF XD.

## Betekenis
Hoewel het zeer waarschijnlijk is dat XF, CF en later ook LF aanvankelijk marketingtermen waren, heeft DAF de volgende betekenissen gegeven aan de afkortingen, waardoor de lettercombinaties in feite backroniemen zijn:
- XF: Extra Forte
- CF: Compact Forte
- LF: Light Forte

De getallen 45 en 55 voor de LF en 65, 75 en 85 voor de CF geven informatie over de motoren waarmee de vrachtauto is uitgerust (EURO-5-modellen).
- 45 (LF) 4,5-litermotor
- 55 (LF) 6,7-litermotor (identiek aan motoren in CF65)
- 65 (CF) 6,7-litermotor (identiek aan motoren in LF55)
- 75 (CF) 9,2-litermotor
- 85 (CF) 12,9-litermotor (identiek aan motoren in XF105)
- 105 (XF) 12,9-litermotor (identiek aan motoren in CF85)

## Inzet

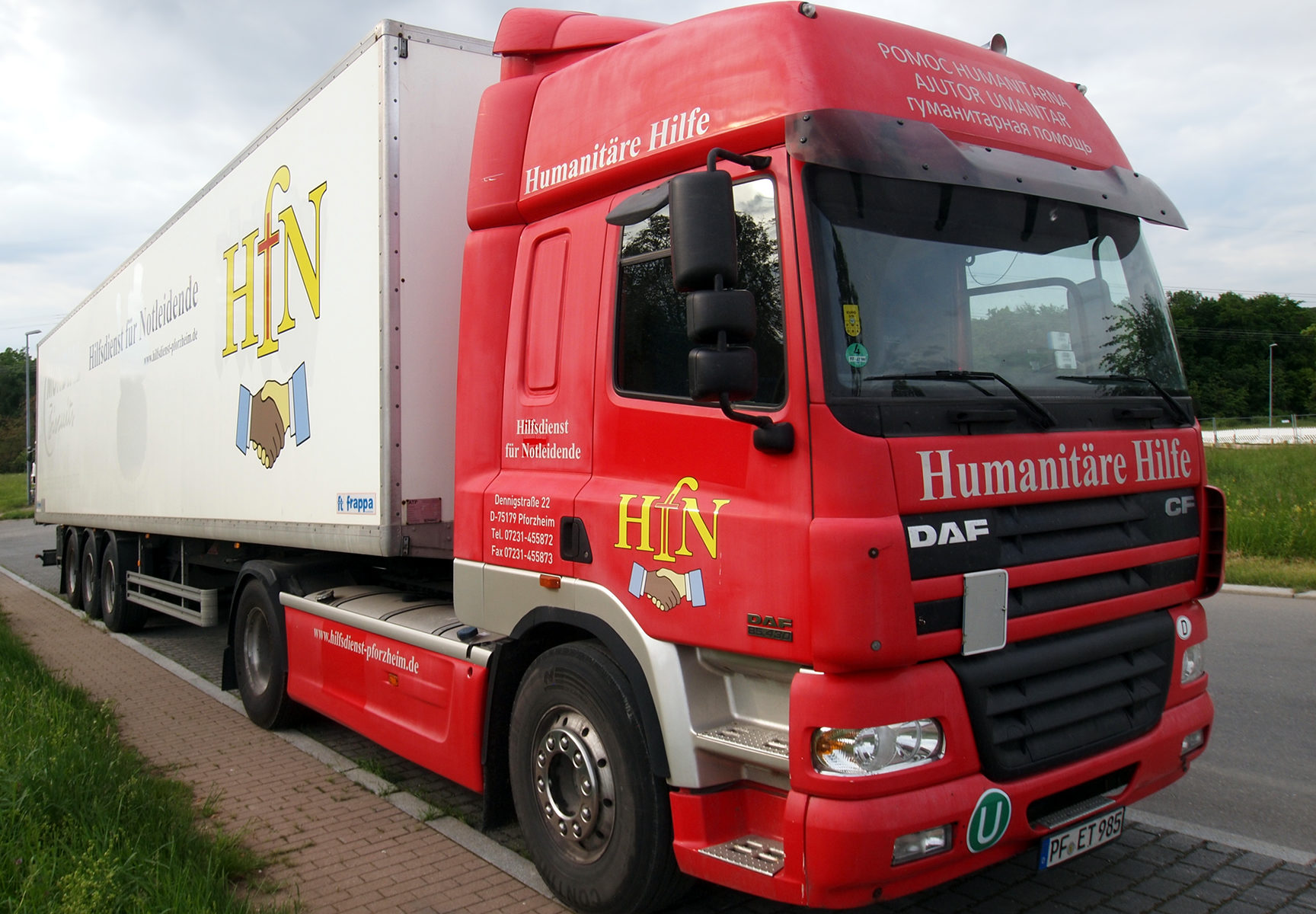

De DAF CF-serie is ontwikkeld voor de meest uiteenlopende transporttoepassingen. Leverbaar als twee-, drie- of vierasser en met een ruime keuze in motorvermogens. De DAF CF wordt over het algemeen ingezet als distributietruck, hoewel de truck ook gebruikt wordt als trekker-trailercombinatie.
De CF-klasse is onder te verdelen in de CF65, CF75 en CF85.
De CF65 is alleen leverbaar als bakwagenchassis.
Deze 65 deelt veel componenten met de LF55-serie, zoals het chassis, de motor, versnellingsbak en assen. Omdat de CF65 een grotere cabine heeft dan de LF55 en omdat deze ook leverbaar is als Spacecab-slaapcabine, is dit voertuig ideaal voor bijvoorbeeld verhuizers. Andere toepassingen zijn koelwagens, open wagens met laadkraan.
De CF75 is leverbaar als trekkerchassis en bakwagenchassis.
De CF85 is leverbaar als trekkerchassis en bakwagenchassis. De CF85 en de XF105 hebben veel met elkaar gemeen. In wezen is de CF85 een XF105 met de kenmerkende CF-cabine. De CF85 wordt veel ingezet als meerassige bakwagen als 8X4 als bouwvoertuig, de XF is niet leverbaar als dagcabine. De CF85 is voorzien van de MX-motor die in de CF85 ook leverbaar is met 360 pk, naast de 410-, 460- en 510pk-uitvoering. Door het lagere gewicht van de CF85-cabine ten opzichte van de XF105-cabine, heeft een gelijk uitgevoerde CF een hoger laadvermogen dan dezelfde truck met een XF105-cabine.
Er zijn drie cabines leverbaar op de CF:
- Dagcabine
- Slaapcabine
- Slaapcabine Space cab

## Andere merken
DAF introduceerde de CF-cabine al in 1993, welke men sinds die tijd wel gemoderniseerd heeft. De cabine wordt o.a. ook gebruikt door de Nederlandse fabrikant Ginaf, Britse fabrikant Foden en de Tsjechische fabrikant Tatra.